# Serenades
Serenades – debiutancki album studyjny brytyjskiego zespołu Anathema, wydany w 1993 przez Peaceville Records.

## Lista utworów
1. „Lovelorn Rhapsody” – 6:12
2. „Sweet Tears” – 4:06
3. „J’ai Fait Une Promesse” – 2:32
4. „They (Will Always) Die” – 7:06
5. „Sleepless” – 4:07
6. „Sleep in Sanity” – 6:46
7. „Scars of the Old Stream” – 1:06
8. „Under a Veil (Of Black Lace)” – 7:22
9. „Where Shadows Dance” – 1:52
10. „Dreaming: The Romance” – 22:30

### Wydanie zremasterowane z 2003 roku
Dodatkowe utwory (umieszczone między „Where Shadows Dance” a „Dreaming: The Romance”):
- „Eternal Rise of the Sun” – 6:38
- „Nailed to the Cross/666” – 4:09 (utwór ten pojawił się też na japońskiej wersji oryginalnego wydania)

## Twórcy
- Darren White – śpiew
- Vincent Cavanagh – gitara
- Duncan Patterson – gitara basowa
- Daniel Cavanagh – gitara
- John Douglas – perkusja

### Gościnnie
- Ruth Wilson – śpiew w „J’ai Fait une Promesse”